# Час теней
«Час теней» (англ. Shadow Hours) — американский кинофильм-триллер режиссера, сценариста и продюсера Айзека Итона. Премьера фильма состоялась в 2000 году на кинофестивале Сандэнс. В главных ролях снимались Бальтазар Гетти, Питер Уэллер и Ребекка Гейхарт.

## Сюжет
Майкл пытается порвать со своим прошлым - наркотиками и алкоголем. Но внезапно в его жизни появляется таинственный незнакомец, представившийся писателем.
Под предлогом сбора материала для своего романа он заставляет молодого человека вновь погрузиться в головокружительный омут ночного Лос-Анджелеса: бары, стриптиз-клубы, притоны... Однако вскоре Майкл начинает подозревать, что его новый знакомый - психопат и, возможно, серийный убийца.

## В ролях
| Актёр            | Роль                      |
| ---------------- | ------------------------- |
| Бальтазар Гетти  | Майкл Холлоуэй            |
| Питер Уэллер     | Стюарт Чаппелл            |
| Ребекка Гейхарт  | жена Майкла Хлоя Холлоуэй |
| Брэд Дуриф       | Роланд Монтегю            |
| Фредерик Форрест | Шон                       |
| Питер Грин       | детектив Стив Эдриансон   |
| Майкл Дорн       | детектив Томас Гринвуд    |
| Корин Немек      | Винсент                   |
| Джонни Уитворт   | Трон                      |
| Ярели Арисменди  | доктор Маршалл            |
| Алома Райт       | медсестра Джонсон         |

## Критика
«Час теней» получил в основном смешанные и негативные отзывы. На сайте-аггрегаторе Rotten Tomatoes фильм получил рейтинг 14 %, а также оценку 2.7/10, основанную на 14 отзывах. На сайте Metacritic фильм получил рейтинг 26/100, основанную на 13 рецензиях критиков. Лоуренс Ван Гелдер из The New York Times назвал фильм на редкость занудным, в то время как Мейтленд Макдонаф из TV Guide дала «Часу теней» более мягкую оценку, охарактеризовав его как «очень интересную, хотя и совершенно глупую, история о нравственности», оценив его при этом на 4 балла из 5.